# Hustonville
Hustonville är en ort i Lincoln County, Kentucky, USA. År 2000 hade orten 347 invånare. Den har enligt United States Census Bureau en area på 1,4 km², allt är land.